# Rolf Kühn
Rolf Kühn (Keulen, 29 september 1929 – Berlijn, 18 augustus 2022) was een Duitse jazzklarinettist, componist en orkestleider.

## Biografie
Zijn ouders waren Kurt en de Joodse Grete Kühn-Moses, die elkaar hadden ontmoet in Keulen, waar de moeder werkte aan de kassa van een warenhuis. Hun sigarenzaak werd tijdens de Kristallnacht verwoest. Omdat zijn vader zich niet wilde laten scheiden, werd deze uitgesloten uit de Reichstheaterkammer en moest hij gaan werken voor de Organisation Todt. Zijn zoon Rolf, die al vanaf 1937 het pianospel leerde, groeide op in Leipzig-Lindenau. Reeds op jonge leeftijd raakte hij ook vertrouwd met muziektheorie en compositieleer. In 1941 werd hij opgeleid door Hans Berninger, die toentertijd solo-klarinettist was van het Gewandhausorchester in Leipzig. Omdat hij als zogenaamde halfjood niet het conservatorium mocht bezoeken, werd hij in het geheim onderwezen door privéonderwijzers.
Dankzij Jutta Hipp maakte hij in 1947 voor de eerste keer kennis met de jazz. Hipp speelde hem in het huis van haar ouders een V-Disc voor van Benny Goodman. Op 16-jarige leeftijd speelde hij piano in de operaballetschool. Op 17-jarige leeftijd werd Kühn in 1946 saxofonist en klarinettist bij de nieuw opgerichte zender Leipzig van de MDR. Als solist speelde hij onder Kurt Henkels in het Rundfunk-Tanzorchester Leipzig, de leidende bigband van de Sovjet-Unie, samen met de stertrompettist Horst 'Hackl' Fischer en de drummer en latere chef van een eigen orkest Fips Fleischer.
Na een kort verblijf bij Eugen Henkel werd Kühn na 1950 eerste saxofonist van het RIAS Tanzorchester in Berlijn. In 1954 werd Kühn tijdens een Europees jazzconcours voor de eerste keer als beste klarinettist onderscheiden en hij zou deze prijs ook verdedigen tijdens de opvolgende jaren.
In 1956 emigreerde Kühn naar de Verenigde Staten en was hij te gast in New York met Caterina Valente. Daar ontmoette hij ook de producent John Hammond van Columbia Records, die de ambitieuze nachwuchsartiest zijn eerste plaat onder zijn eigen naam mogelijk maakte. Hij stelde een eigen begeleidingsband samen voor Kühn, waarmee deze onder andere te horen was in het New Yorkse Birdland, in de Blue Note in Chicago en tijdens het Newport Jazz Festival. Van 1958 tot 1962 speelde hij in het orkest van Benny Goodman en, als opvolger van Buddy DeFranco, anderhalf jaar als soloklarinettist bij Tommy Dorsey.
In 1962 keerde hij terug naar Duitsland, waar hij direct leider werd van het NDR-televisieorkest in Hamburg. Naast zijn bezigheid als orkestleider trad Kühn ook op met Albert Mangelsdorff en anderen als solist van de German Allstars, waarmee hij ook een uitgebreide tournee door Zuid-Amerika afwerkte. Gelijktijdig ontstonden vanaf de jaren 1960 talrijke plaatpublicaties als leider en sideman bij gerenommeerde labels als Polydor,  Vanguard Records, Brunswick Records, Amiga Records, Intercord, Impulse! Records en uiteraard MPS Records. 
Sinds 1966 bevond Rolf Kühns 14 jaar jongere en voorheen in Leipzig wonende broer, de pianist Joachim Kühn, zich eveneens in de Bondsrepubliek. Middels een uitnodiging naar Wenen had zijn broer hem vrij gekregen uit de DDR. Sindsdien traden de broers weer samen op (eerst geproduceerd door Joachim Ernst Berendt, daarna door Klaus Lorenzen).
Het muzikale spectrum van Rolf Kühn omvat sinds de jaren 1960 naast klassieke jazz ook freejazz en jazzrock. Hij richtte zich sindsdien ook toenemend op het compositie- en dirigentenwerk en belastte zich met de muzikale leiding van verschillende theaters, waaronder het Berlijnse Theater des Westens.
Vanaf eind jaren 1960 componeerde hij toenemend voor films als Das gelbe Haus am Pinnasberg, Perrak, Der Todesrächer von Soho en Dr. M schlägt zu en voor legendarische tv-series als PS, Tatort en Derrick, maar hij nam ook af en toe op voor Library-labels als Selected Sound. Kühn was getrouwd met de Duitse actrice Judy Winter.
De gebroeders Kühn behoren tot de markantste en succesvolste Duitse jazzmuzikanten. De reeks onderscheidingen, die ze binnen de laatste veertig jaar (b.v. in 2018 de 'German Jazz Trophy' voor hun levenswerk) hadden ontvangen, is precies zo indrukwekkend als de veelheid van de publicaties, waarop ze solo of samen zijn te horen.
In 2008 formeerde hij met Christian Lillinger, Ronny Graupe en Johannes Fink het ensemble Rolf Kühn & Tri-O. Met deze band treedt hij sindsdien landelijk op en brengt hij verder nieuwe albums uit. Ook als 90-jarige oefent Kühn naar eigen zeggen dagelijks nog twee uur op zijn instrument.
Hij overleed op 92-jarige leeftijd in Berlijn.

## Onderscheidingen
- 2013 Berliner Bär (B.Z.-Kulturpreis)

## Discografie

### Albums
- 1971: Devil In Paradise (MPS Records, met Albert Mangelsdorff, Alan Skidmore, Joachim Kühn, Wolfgang Dauner, Eberhard Weber, Tony Oxley)
- 1974: Connection 74 (MPS, met Randy Brecker, Joachim Kühn, Toto Blanke, Palle Danielsson, Daniel Humair)
- 1980: Cucu Ear (MPS)
- 1982: Don't Split (L+R Records)
- 1989: Rolf Kuhn (Blue Flame)
- 1999: Inside Out (Intuition Records)
- 1999: Internal Eyes (Intuition Records)
- 2009: Rolf Kühn & Tri-O: Rollercoaster (Jazzwerkstatt)
- 2009: Rolf Kühn & Tri-O: Close Up (Jazzwerkstatt)
- 2014: Stop Time! (Sonorama Records)
- 2015: Stereo (MPS, met Ronny Graupe, Johannes Fink, Christian Lillinger)
- 2016: Spotlights (MPS, met Oliver Potratz, Albrecht Mayer, Hamilton de Holanda, Joachim Kühn, Ed Motta, Asja Valčić, Christian Lillinger)
- 2018: Yellow + Blue (MPS, met Frank Chastenier, Lisa Wulff, Tupac Mantilla.

## Filmografie (als componist)
- 1970: Perrak
- 1970: Hochzeitsnacht-Report
- 1972: Frühreife Betthäschen
- 1972: Der Todesrächer von Soho
- 1972: Dr. M schlägt zu
- 1972–1973: Algebra um Acht
- 1975: Kommissariat 9
- 1975–1979: PS – Geschichten ums Auto
- 1977–1981: Sonne, Wein und harte Nüsse